# Legon Cities Football Club
Maillots
Actualités
Legon Cities Football Club ou plus simplement Legon Cities FC et anciennement Wa All Stars FC est un club ghanéen de football basé à Wa.

## Histoire
Fondé en 2007 dans la ville de Wa, le club débute en Premier League lors de la saison 2007-2008. Il parvient à se maintenir régulièrement, sans parvenir à atteindre les premières places du classement. En 2016, Wa All Stars réussit à remporter son premier titre national, en étant sacré champion du Ghana, devant des clubs confirmés comme Aduana Stars ou Hearts of Oak SC.
Ce titre lui ouvre naturellement les portes de la Ligue des champions de la CAF 2017, pour ce qui est sa première participation à une compétition continentale.

## Palmarès
- Championnat du Ghana :
  - Vainqueur en 2016